# NGC 722
NGC 722 في الفهرس العام الجديد، هي مجرة، تقع في كوكبة الحمل (كوكبة). اكتشفت في 2 ديسمبر 1861 بواسطة هاينريش لويس دريست.

## روابط خارجية
- NGC 722 على موقع ويكي سكاي: DSS2, SDSS, GALEX, IRAS, Hydrogen α, X-Ray, Astrophoto, Sky Map, Articles and images